# Pelserbrugje
Het Pelserbrugje is een voetgangersbrug in de Zwolse binnenstad die over de Thorbeckegracht voert.
Het brugje is vernoemd naar de bontwerkers (pelsers) die in de 15e eeuw in Zwolle actief waren en is in 1974 gebouwd naar een ontwerp van Maarten Binnendijk. Oorspronkelijk lag op deze plek een wipbrug uit 1686, maar deze verdween in de loop van de 18e eeuw. De oorspronkelijke brug werd gebouwd op verzoek van de bewoners van de huidige Thorbeckegracht. Zij beklaagden zich over de geïsoleerde ligging van hun huizen ten opzichte van het stadscentrum en mochten derhalve op eigen kosten een voetbrug over de gracht aanleggen.